# Fargesia extensa
Fargesia extensa är en gräsart som beskrevs av Tong Pei Yi. Fargesia extensa ingår i släktet bergbambusläktet, och familjen gräs. Inga underarter finns listade i Catalogue of Life.